# Barton (West Lancashire)
Barton – przysiółek w Anglii, w Lancashire. Barton jest wspomniana w Domesday Book (1086) jako Bartune.